# Koninklijk paleis van Praag
Het oude koninklijk paleis van Praag (Tsjechisch: Starý královský palác) is een deel van de Praagse burcht. Het paleis omvat onder andere een grootse Ridderzaal en sierlijke tuinen die publiek toegankelijk zijn en door iedereen kunnen worden bezichtigd. Het paleis werd ooit gebouwd door prins Bořivoj I van Bohemen.

## De centrale zalen

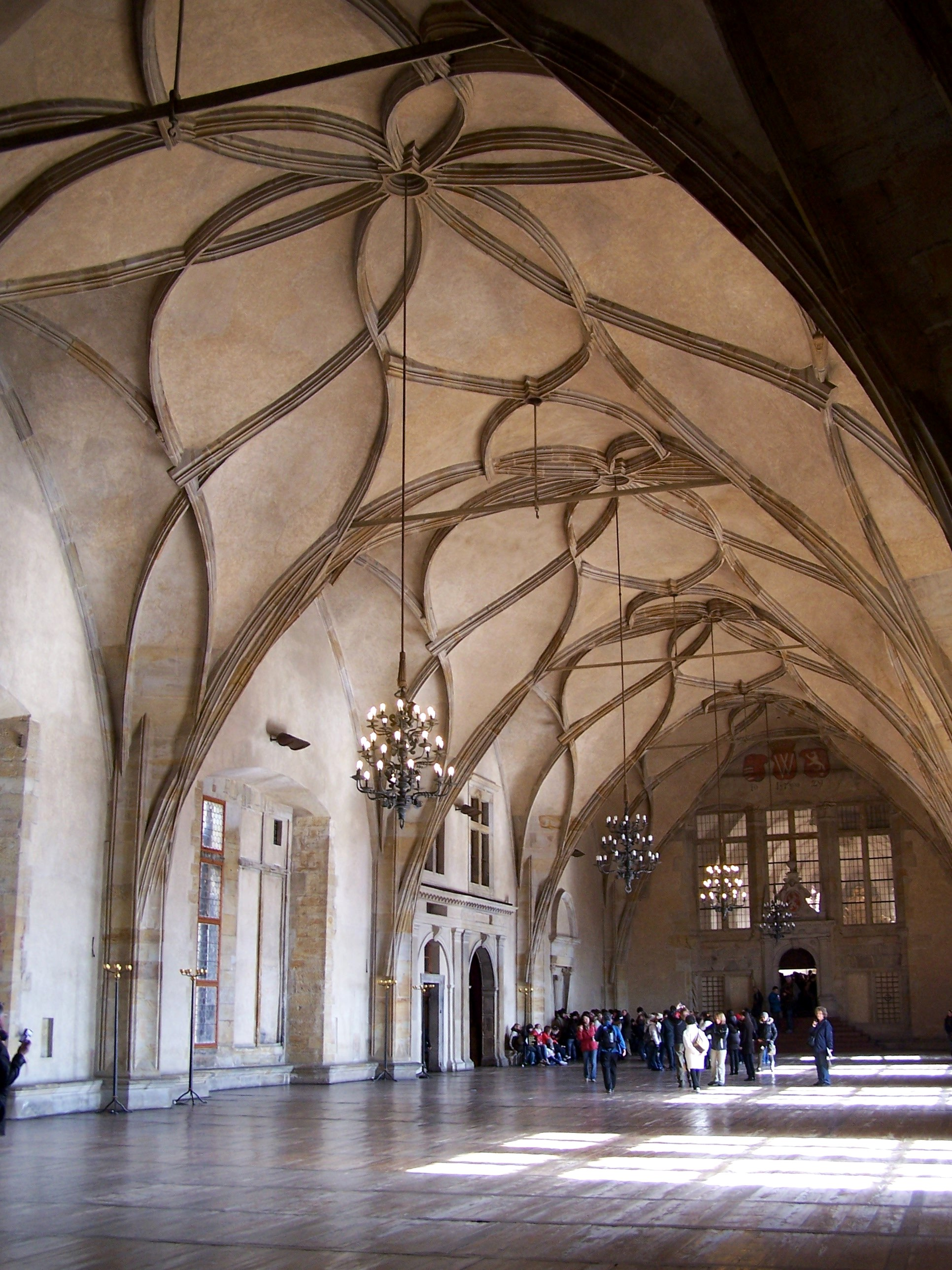
Vladislavzaal

Na de kroning van de Boheemse koningen in de kathedraal werden ze naar een centrale zaal gebracht om te worden gehuldigd met een groots banket. Ook op andere momenten was er plaats voor een banket, een ceremonie of andere feesten. Tijdens de regeringsperiode van keizer Rudolf II werd het zelfs een vrije marktplaats voor kunstenaars.
De belangrijkste zaal is de Vladislavzaal, de grote ridderzaal, genoemd naar Vladislav II van Bohemen. Met zijn 1178 m² oppervlakte en 13 m hoogte is het de grootste ridderzaal ter wereld. Er werden in deze zaal riddertoernooien gehouden. De zaal werd afgewerkt in 1502 en was eeuwenlang door zijn grootsheid een geschikte plaats voor de verkiezingen van koningen en koninginnen.
Aan de zaal werd zelfs een ruitertrap aangelegd, zodat de ridders met hun paarden over die trap de zaal konden bereiken.
Tegenwoordig herbergt de zaal een tentoonstelling over de burcht, maar tot op vandaag legt daar de nieuwe president zijn eed af. 
Op de onderste verdiepingen is het paleis van Karel IV bewaard gebleven, en daaronder de troonzaal van Soběslav II van Bohemen uit de twaalfde eeuw. De kamers zijn open voor het publiek en ondergronds is de permanente tentoonstelling "Geschiedenis van de Praagse Burcht.".

## De drie defenestraties
Praag staat bekend om zijn drie defenestraties. In 1419 vond de Eerste Defenestratie plaats. Er werden toen zeven leden van het stadsbestuur uit het raam gegooid (defenestratie betekent uit het raam gooien). Dit gebeurde van uit het stadhuis van de Nieuwe Stad op het Karelsplein (Karlovo náměstí).
In 1618 vond dan de Tweede defenestratie plaats, die in het Koninklijk Paleis plaatsvond. De protestanten werden steeds meer onderdrukt in het toenmalige Tsjechië en kwamen in opstand. Toen ze het verbod kregen nog samen te komen, zijn ze het paleis binnengestormd en hebben de stadhouder van koning Ferdinand II samen met een medewerker en bediende uit het raam geduwd. Daarmee vormden ze de aanleiding tot de Dertigjarige Oorlog. Overigens hebben de drie heren het overleefd, omdat hun val gebroken werd doordat ze op een mestvaalt terechtkwamen.
De derde defenestratie wordt ook wel de moord op Jan Masaryk genoemd. Hij werd in 1948 in de tuin van het ministerie (dat zich buiten de burcht, in het Černínský paleis bevond)   dood aangetroffen, toen meende men dat hij zelfmoord had gepleegd door uit het raam te springen. Na veel onderzoek werd in 2004 verklaard dat hij werd geduwd en dus vermoord is. Zijn dood maakte de weg vrij voor de communistische staatsgreep van 1948. 